# Савез хокеја на леду Шведске
Савез хокеја на леду Шведске (швед. Svenska Ishockeyförbundet) кровна је спортска организација задужена за промоцију и организацију такмичења, како у професионалном тако и у аматерском хокеју на леду на подручју Краљевине Шведске.
Савез је пуноправни члан Међународне хокејашке федерације (ИИХФ) од 23. марта 1912. године. 
Седиште Савеза налази се у главном граду земље Стокхолму.

## Историјат хокеја на леду у Шведској
Захваљујући свом географском положају и присуству бројних ледених површина током зимског дела године (у неким подручјима и по десет месеци годишње) спортови на леду су од најранијих времена имали велику популарност на подручју Шведске. Најпопуларнија екипна игра била је хокеј са лоптом (или бенди). Међутим модерни хокеј на леду као игра се појавио доста касно, тек 1919. године превасходно захваљујући америчком бизнисмену и заљубљенику у ову игру Раулу Ле Мату који је у Стокхолму једно време радио као филмски режисер. Нова игра је за кратко време постала веома популарна, почели су да се оснивају и први клубови, а већ 1920. репрезентација је дебитовала на Олимпијском турниру (уједно и на међународној сцени) у Антверпену. 
У Стокхолму је 18. фебруара 1921. одржан меч за титулу првака Европе између домаће селекције и екипе Чехословачке. Шведи су добили меч са 7:3 и тако освојили прву међународну титулу у историји. 
Бригу о хокеју на леду у земљи је у почетку водио Фудбалски савез Шведске. Иако се у то време хокеј није играо организовано, ФСШ је 23. марта 1912. постао пуноправним чланом Међународне хокејашке асоцијације (ИИХФ). Национални савез задужен искључиво за хокеј на леду издвојио се из фудбалске организације 17. новембра 1922, а убрзо је постао и пуноправним чланом Краљевског спортског савеза Шведске, а наследио је и чланство ФСШ у ИИХФ-у. За првог председника именован је некадашњи шведски олимпијац Исак Вестергрен захваљујући чијој финансијској помоћи је национални тим учествовао на ЛОИ у Антверпену две године раније. 
Први терен са вештачким ледом у земљи отворен је 1931, док је на Краљевском стадиону у Стокхолму 1939. постављена вештачка ледена плоча на отвореном. Прва ледена дворана саграђена је 1958. у Јенћепингу. Током шездесетих и седамдесетих година прошлог века велика пажња се посвећивала омасовљавању овог спорта и градњи нових ледених дворана, па је тако 1978. Шведска заузимала убедљиво прво место у Европи по броју ледених дворана. Почетком 1970-их шведски играчи почињу у већем броју да наступају за екипе из америчке НХЛ лиге.

## Такмичења
Национална првенства играју се од 1922. године. У почетку такмичење је било подељено на две дивизије, а две првопласиране селекције из обе групе у директном окршају су одлучивале о титули националног првака. Године 1975. формирана је Елитна лига (швед. Elitserien) коју је у почетку чинило 10 клубова, а од сезоне 1987/88. број учесника је повећан на 12. 
Поред елитне серије одржавају се и такмичења у још 5 нижих квалитетних категорија, те лигашка такмичења за млађе узрасне категорије и елитна професионална лига за жене (са 8 клубова). 
Мушка сениорска репрезентација прву службену утакмицу одиграла је 23. априла 1920. против Белгије (и победила са 8:0). једна је од најуспешнијих светских репрезентација, вишеструки европски, светски и олимпијски победник. На ранг листи репрезентација ИИХФ се налазила на првом месту за 2013. годину. Све репрезентативне селекције носе надимак три круне чији амблем се налази на дресовима још од 1938. године. 
Женска сениорска репрезентација (швед. Damkronorna) део је међународне сцене још од дебитантског наступа против селекције Сједињених Држава играног у Мисисоги 22. априла 1987. (и пораза од 0:10). 
На међународној сцени такмиче се и репрезентативне селекције у млађим узрасним категоријама (до 18 и до 20 година), те сениорска репрезентација у инлајн хокеју. 

## Хокеј на леду у бројкама
Према подацима ИИХФ за 2013. на подручју Шведске је регистровано укупно 64.214 играча који су се активно бавили хокејом на леду у нешто преко 800 регистрованих клубова. Од тог броја њих 16.246 су се такмичили у сениорској (13.060 мушкарца и 3.186 жена), а 47.968 у јуниорској конкуренцији. Лиценцу националног судијског савеза поседовао је укупно 81 арбитра. 
Шведска је земља са најбољом хокејашком инфраструктуром у Европи. Широм земље постоје укупно 352 ледене дворане, те још 139 терена стандардних димензија на отвореном. Највеће дворане налазе се у Стокхолму (Глобен арена капацитета 13.900 места и Јохансехоф - 8.422), Гетеборгу (Скандинавијум - 12.085 и Фролундаборг - 9.300), Карлстад (8.050) и Седертељеу (7.515).